# Thyssenkrupp Steel Europe
Die Thyssenkrupp Steel Europe AG (TKSE), mit Sitz in Duisburg, ist die Führungsgesellschaft des Segments Stahl des Thyssenkrupp-Konzerns, an der dieser seit Juli 2024 noch zu 80 % beteiligt ist. Die EP Corporate Group (EPCG) des tschechischen Milliardärs Daniel Křetínský ist zu 20 % beteiligt. Die Kerngeschäftsfelder sind die Stahlerzeugung und die Herstellungen von Flachprodukten aus Qualitätsstahl sowie die Erbringung von Dienstleistungen im Stahlbereich.

## Gliederung und Standorte
Der Konzern gliedert sich in die so genannten Business Units Industry, Automotive, Heavy Plate und Special Products. Die Business Units Electrical Steel, Packaging Steel (ThyssenKrupp Rasselstein) und Precision Steel (Hohenlimburg) sind als eigene Tochterunternehmen strukturiert.
Zu den Tochterunternehmen gehören unter anderem die börsennotierte Eisen- und Hüttenwerke AG (87,98 % zu TKSE), die wiederum die Thyssenkrupp Rasselstein GmbH in Andernach, sowie die Thyssenkrupp Electrical Steel GmbH in Gelsenkirchen besitzt. Ein weiteres Tochterunternehmen ist die Thyssenkrupp Hohenlimburg GmbH in Hagen-Hohenlimburg (ehem. Hoesch Hohenlimburg). Die Eisenbahn und Häfen GmbH wurde 2011 auf die Muttergesellschaft verschmolzen, die EH Güterverkehr GmbH besteht jedoch weiterhin als Dienstleister für Transport und Logistik innerhalb des Stahlwerks; sie führt auch für ArcelorMittal Duisburg, die HKM und für Hohenlimburg Transportdienste aus. Der zentrale Güterbahnhof für die EH Güterverkehr ist der Bahnhof Oberhausen-West. Die seit 2022 bestehende thyssenkrupp Steel Logistics (300 Mitarbeiter) ist für die Umschlag- und Lagerlogistik an den werkseigenen Häfen zuständig.
Das Unternehmen ist des Weiteren mit 50 % an den Hüttenwerken Krupp Mannesmann (3.000 Mitarbeiter) in Duisburg und ebenfalls mit 50 % an der TKAS Auto Steel Co. Ltd. (TKAS) (320 Mitarbeiter) in Dalian, China beteiligt. Die Hälfte der Mitarbeiter von HKM (1.509 Mitarbeiter) werden als Teil der Gesamtbelegschaft von TKSE berücksichtigt.
Folgende Standorte werden von Thyssenkrupp Steel Europe betrieben (Stand 2024):
| Werk                             | Ort (in D)                                 | Gründung  | ehem. Unternehmen                                                    | Mitarbeiter |
| -------------------------------- | ------------------------------------------ | --------- | -------------------------------------------------------------------- | ----------- |
| Duisburg-Nord                    | Duisburg-Bruckhausen/ Marxloh/Beeckerwerth | 1891/1962 | August Thyssen-Hütte/Thyssen Stahl AG                                | 13.500      |
| Andernach (Rasselstein)          | Andernach                                  | 1921      | Stahl- u. Walzwerke Rasselstein                                      | 02.400      |
| Höntrop                          | Bochum-Höntrop                             | 1924      | Krupp Stahl AG/Bochumer Verein                                       | 01.800      |
| Westfalenhütte                   | Dortmund                                   | 1871      | Hoesch Stahl AG                                                      | 01.400      |
| Siegerland                       | Kreuztal-Eichen/Ferndorf                   | 1869/1964 | Hüttenwerke Siegerland AG/Hoesch Stahl AG                            | 01.100      |
| Hohenlimburg                     | Hagen-Hohenlimburg                         | 1846      | Hoesch AG (Hoesch Hohenlimburg-Schwerte)                             | 0900        |
| Bochum-NO                        | Bochum                                     | 1907      | Stahlwerke Bochum                                                    | 0700        |
| Gelsenkirchen (Electrical Steel) | Gelsenkirchen                              | 1866      | Mannesmannröhren-Werke/Grillo-Funke                                  | 0630        |
| Isbergues (Electrical Steel)     | Isbergues (Frankreich)                     | 1881      | Compagnie des forges de Châtillon-Commentry et Neuves-Maisons/Usinor | 0600        |
| Finnentrop                       | Finnentrop                                 | 1867      | Mannesmannröhren-Werke/Wolf Netter & Jacobi                          | 0250        |
| Duisburg-Süd                     | Duisburg-Hüttenheim                        | 1963      | August Thyssen-Hütte/Thyssen Stahl AG                                | 0200        |
| Motta Visconti                   | Motta Visconti (Italien)                   |           |                                                                      |             |
| Antwerpen                        | Antwerpen (Belgien)                        | 2015      | Antwerp Decoil Center                                                | 020         |
| Veräußert                        |                                            |           |                                                                      |             |
| Nashik (Electrical Steel)        | Nashik (Indien)                            | 2000      | Raymond Steel India                                                  | 0600        |

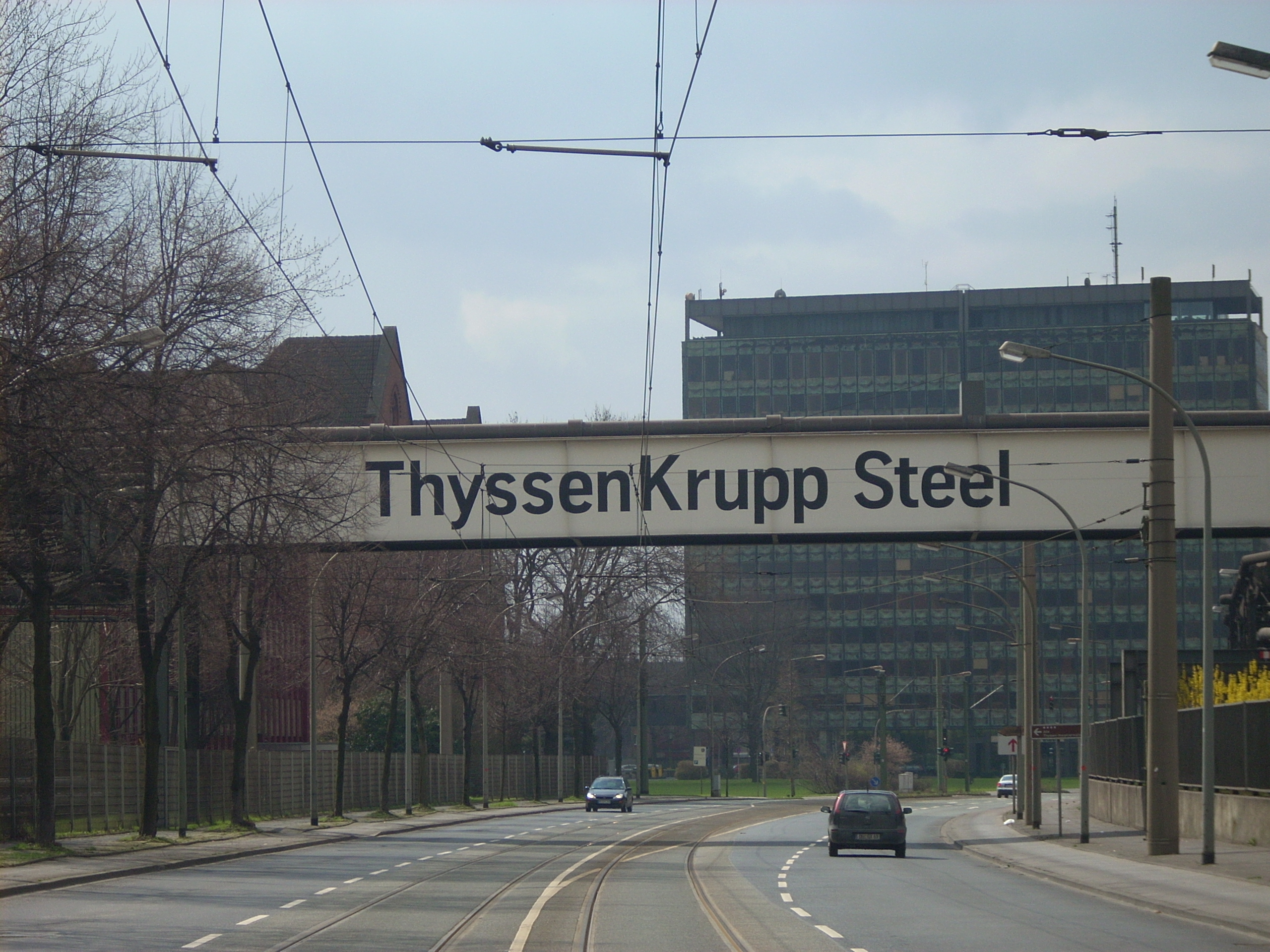
Hauptverwaltung in Duisburg-Bruckhausen (2009)

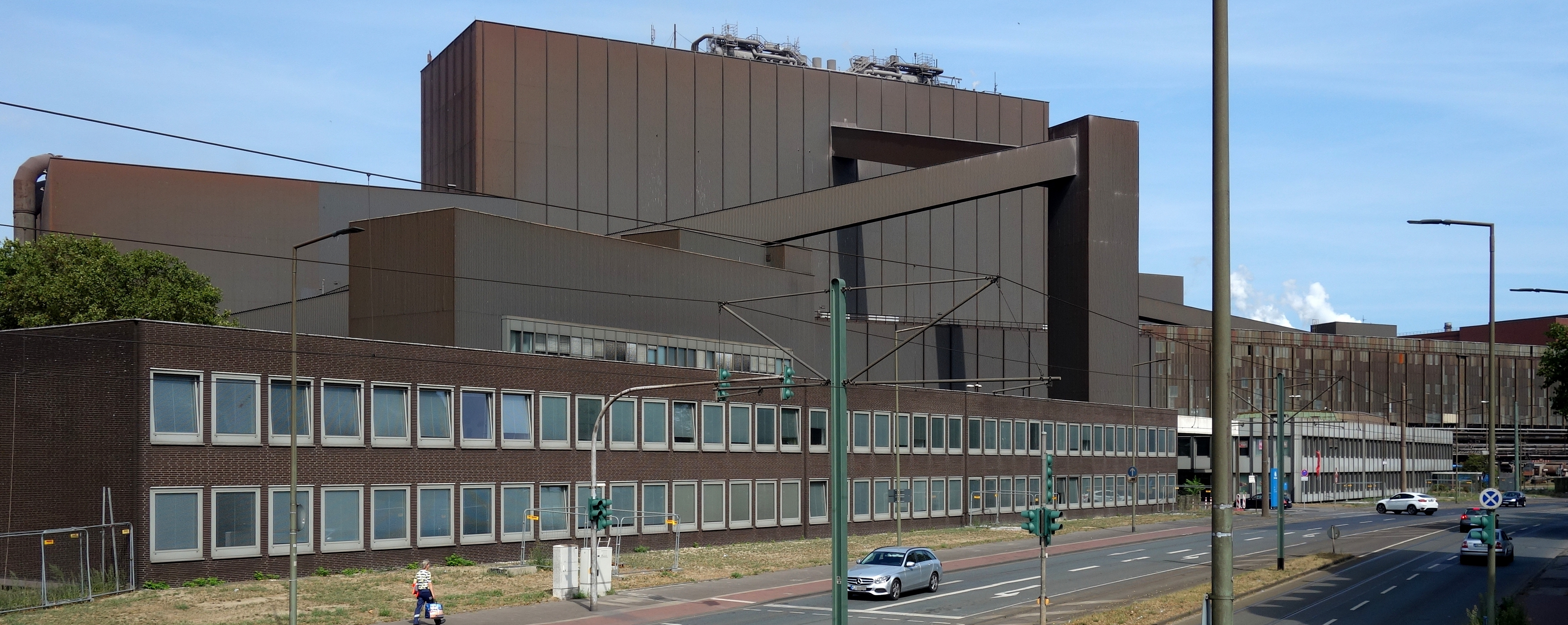
Blick auf das „Oxygenstahlwerk 1“ in Duisburg-Bruckhausen der Thyssenkrupp Steel Europe

Zur europäischen Stahlsparte von Thyssenkrupp Steel gehört unter anderem das Stahlwerk Duisburg-Nord (ehem. August Thyssen-Hütte) mit knapp 13.500 Mitarbeitern. Kaltgewalzter Flachstahl macht 70 % des Produktmixes von Thyssenkrupp Steel Europe aus, insgesamt gehen 57 % der Produkte in den Fahrzeugbau (Stand 2014). Auf dem Gelände der Westfalenhütte in Dortmund wird u. a. ein Oberflächenzentrum mit Feuerbeschichtungsanlagen betrieben. Hierfür wurde 2022 eine weitere neue Feuerbeschichtungsanlage in Betrieb genommen.
2018 nahm Thyssenkrupp im 160 km nordöstlich von Mumbai gelegenen Nashik (Indien) eine neue Anlage zur Herstellung von kornorientiertem Elektroband in Betrieb, das Werk gehörte bereits seit 2000 zu Thyssenkrupp. Es wurde im Oktober 2024 an ein indisch-japanisches Konsortium, bestehend aus JSW Steel und JFE Steel, verkauft.

## Stahlerzeugung bei Thyssenkrupp Steel Europe
Bei der Thyssenkrupp Steel Europe wird Eisen auf der klassischen Hochofenroute gewonnen. Die Hochöfen und Stahlwerke des Unternehmens stehen inzwischen allesamt im Duisburger Norden in den Stadtteilen Marxloh (Hochofenwerk Schwelgern) und Bruckhausen. Im Februar 2008 wurde in Bruckhausen („Hochofenwerk Hamborn“) mit dem in Rot-Tönen auffällig gestalteten Hochofen 8 eine der modernsten Anlagen dieser Art eingeweiht. Die Stahlwerke in Bruckhausen und Beeckerwerth arbeiten nach dem Linz-Donawitz-Verfahren, in Bruckhausen wird hierbei eine Konvertergröße von 380 t erreicht, die größten der Welt. Der Standort Duisburg ist damit eines der größten integrierten Hüttenwerke der Welt und damit auch einer der größten regionalen Arbeitgeber.

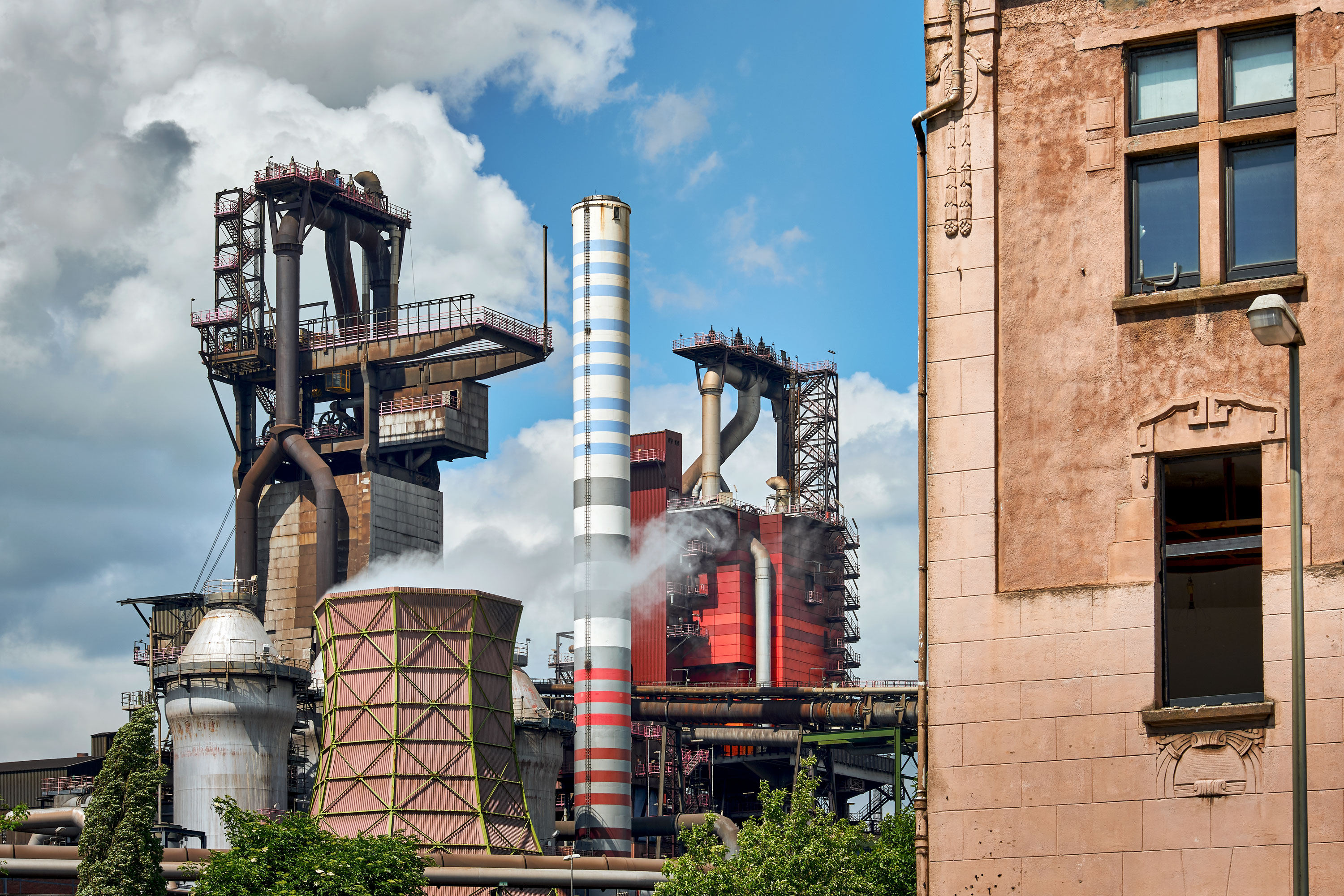
Blick auf die Hochöfen 8 und 9 („Hochofenwerk Hamborn“) in Duisburg

ThyssenKrupp Steel Europe und ThyssenKrupp Steel Americas erzeugten 2014 zusammen 16,3 Mio. t Stahl. Der in Deutschland produzierte Anteil (inkl. HKM-Anteil) liegt bei 12,3 Mio. Tonnen Rohstahl.
Hierzu werden täglich ca. 60.000 Tonnen Erz und Kohle verarbeitet.

## Jüngere Geschichte

### Verluste in Amerika und gescheiterte Fusionen
Im Rahmen einer Wachstumsstrategie baute das Unternehmen ein neues Hüttenwerk in Brasilien (ThyssenKrupp CSA) und einen Weiterverarbeitungsstandort in Mobile (Alabama) (Thyssenkrupp Steel Americas). Durch ineffiziente Planung und ungeeignete Standortwahl explodierten die Kosten für beide Werke, die seit Inbetriebnahme erhebliche Verluste erwirtschafteten. Das Stahlwerk in Alabama wurde im November 2013 von einem Joint Venture der Konkurrenten ArcelorMittal und Nippon Steel-Sumitomo Metal Industries erworben. Das Hüttenwerk in Brasilien wurde Anfang 2017 für 1,5 Milliarden € von dem argentinischen Stahlkonzern Ternium übernommen.
Am 30. Juni 2018 unterschrieben Thyssenkrupp und Tata Steel einen bindenden Vertrag zur Schaffung eines Joint Ventures, das die europäischen Stahlaktivitäten mit Tata Steel zusammenschließen sollte. Nach erfolgter Fusion sollte der Konzernsitz nach Amsterdam in die Niederlande verlagert werden und der künftige Konzernname Thyssenkrupp Tata Steel lauten. Am 11. Juni 2019 veröffentlichte die EU-Kommission ihre Entscheidung, die geplante Fusion wegen Wettbewerbsbedenken nicht zu genehmigen.
Im Oktober 2020 wurde ein Übernahmeangebot der Liberty Steel Group für Thyssenkrupp Steel Europe bekannt. Im Vorfeld forderten die IG Metall und der Betriebsrat von Thyssenkrupp Steel Europe einen Staatseinstieg, der vom Land Nordrhein-Westfalen und vom Bund abgelehnt wurde. Im Februar 2021 wurden die Gespräche über den Verkauf beendet.

### Investitionen und Modernisierungen
Am 16. Mai 2017 nahm Thyssenkrupp Steel Europe in Duisburg die weltweit größte Tuchfilteranlage für die Sintererzeugung in Betrieb. Sie entstaubt stündlich bis zu 1,3 Millionen Kubikmeter Abluft, die beim Sintern – also beim Vermengen und Zusammenbacken von feinkörnigen Eisenerzen mit Koks und anderen Stoffen wie Kalk – entsteht. Mehr als 44.000 extrem feine Filterschläuche und ein 45.000 Quadratmeter großer Tuchfilter sorgen dafür, dass kaum Staub in die Außenluft gerät. Thyssenkrupp Steel Europe investierte rund 46 Millionen Euro in die neue Filteranlage und weitere 19 Millionen Euro flossen in die Modernisierung des Sinterprozesses. Dies ist bereits der zweite Gewebefilter innerhalb der Anlage, bis 2020 sollte ein dritter gebaut werden. 
Thyssenkrupp plant, bis 2027 eine Direktreduktionsanlage mit Einschmelzaggregat mit einer Jahreskapazität von 2,3 Millionen Tonnen direktreduziertem Eisen zu bauen. Mit Hilfe dieser Anlage soll mittels Wasserstoff und Ökostrom CO2-freier Stahl hergestellt werden und somit jährlich bis zu 3,5 Millionen Tonnen CO2 eingespart werden. 2030 sollen 3 Millionen Tonnen grüner Stahl produziert werden – bei Investitionen von rund 2 Milliarden Euro. Neuere Aussagen beziffern die Gesamtinvestitionen auf 3,5 Milliarden Euro.

### Einstieg der EP Corporate Group
Im April 2024 gab Thyssenkrupp bekannt, dass der tschechische Milliardär Daniel Křetínský mit seinem Unternehmen EP Corporate Group (EPCG) zunächst 20 % der Stahlsparte übernehmen soll. Dies führte zu Protesten seitens der IG Metall und der Belegschaft, die kritisierten, dass sie vorab nicht informiert wurden, und die Umgehung der Montanmitbestimmung, die den Beschäftigten der Montanindustrie traditionell starke Mitspracherechte einräumt, und befürchten einen massiven Abbau von Arbeitsplätzen und Schließung von Standorten. Die Übernahme erfolgte zum 31. Juli 2024, der Konzern war fortan nur noch zu 80 % beteiligt. Später soll der Anteil von EPCG auf 50 % ansteigen. Der Stahlbereich sei weiterhin der starken Billigkonkurrenz aus Asien und steigenden Energiekosten ausgesetzt, weiterhin setze auch der milliardenschwere Umbau in Richtung klimafreundlicher Stahlproduktion dem Unternehmen zu.

### Geplante Umstrukturierung des Unternehmens
Monatelang stritten sich der Vorstandsvorsitzende Osburg und Miguel López, Vorstandsvorsitzender der Muttergesellschaft Thyssenkrupp, im Vorfeld zur Jahresmitte 2024 um die Randbedingungen der geplanten Verselbständigung anlässlich der Veräußerung des 20 % Minderheitsanteils an den tschechischen Investor Křetínský. Osburg wollte eine Finanzierung von vier Milliarden Euro vom Konzern zur Verselbständigung erhalten, López jedoch nur 2,5 Milliarden Euro mitgeben, die der unterfinanzierte Konzern bei Banken und Anteilseignern aufnehmen müsste; López warf Osburg Schönfärberei der Umsatzaussichten vor. In einer Sitzung des TK-Steel-Aufsichtsrates am 29. August 2024 eskalierte der Streit, der sich zwischen Osburg und López aufgebaut hatte, im Rücktritt dreier Steel-Vorstände – inklusive des Vorstandsvorsitzenden Osburg, dem López schon einen Aufhebungsvertrag angeboten hatte, sowie von vier Aufsichtsräten, darunter dem Vorsitzenden des Aufsichtsrats Sigmar Gabriel. Sie äußerten, sowohl mit Miguel López als auch mit Siegfried Russwurm, dem Aufsichtsratsvorsitzenden von Thyssenkrupp, aufgrund Vertrauensbruchs nicht mehr weiter zusammenarbeiten zu können. Ende September 2024 berief der Konzern daraufhin einen neuen Aufsichtsrat und neue Vorstandsmitglieder.
Am 25. November 2024 kündigte das Unternehmen an, die Zahl der Arbeitsplätze binnen sechs Jahren von aktuell rund 27.000 auf circa 16.000 zu reduzieren.